# Le Puy-Sainte-Réparade
Le Puy-Sainte-Réparade är en kommun i departementet Bouches-du-Rhône i regionen Provence-Alpes-Côte d'Azur i sydöstra Frankrike. Kommunen ligger  i kantonen Peyrolles-en-Provence som ligger i arrondissementet Aix-en-Provence. År 2022 hade Le Puy-Sainte-Réparade 5 794 invånare.

## Befolkningsutveckling
Antalet invånare i kommunen Le Puy-Sainte-Réparade
Referens:INSEE